# Sant Josep de sa Talaia
Sant Josep de sa Talaia, en catalan et officiellement (aussi appelé en espagnol : San José), est une commune d'Espagne de l'île d'Ibiza, l'une des îles de la communauté autonome des îles Baléares. Elle est située au sud de l'île et fait partie de la comarque d'Ibiza. La commune comprend plusieurs villages dont San José de sa Talaia, San Jordi de ses Salines, San Agustín d'es Vedrà et Es Cubells. Le siège administratif de la commune se situe dans le village de San José.

## Géographie

Localisation de l'île d'Ibiza dans les îles Baléares.
Localisation de Sant Josep de sa Talaia dans l'île d'Ibiza.

Sa Talaia (qui a donné son nom au village) est une montagne couverte de pins qui avec ses 475 m d'altitude est le point le plus haut de l'île.
Avec ses 84 km de côtes, San José est la municipalité comptant le plus grand nombre de plages de l’île telles que (du nord au sud) Cala Bassa, Cala Conta, Cala Vadella, Cala Tarida, Cala d'Hort, Cala Jondal, Sa Caleta, Ses Salines, Es Cavallet, Playa de en Bossa pour les plus importantes.  
Sur le territoire de San José de sa Talaia, se trouve Es Vedrà, un rocher qui émerge de la mer (hauteur 385 m) face à la plage de Cala d'Hort. Ce rocher est devenu emblématique de l'île d'Ibiza. De nombreuses légendes circulent à son sujet. Plus au nord, se situe l'îlot de Sa Conillera et son phare.
Toute la zone de Ses Salines fait partie du parc naturel de Ses Salines d'Ibiza et de Formentera. 
L'aéroport d'Ibiza, accolé au parc naturel, est également situé sur le territoire de la commune bien qu'éloigné du village de San José d'environ 11 km et de la ville d'Ibiza de seulement 8 km.

## Économie
La commune qui historiquement est plutôt une zone de forêt de pins, a développé ces 30  dernières années une économie de tourisme intensive. L'orientation privilégiée de ses côtes situées au sud et ouest a provoqué une expansion urbanistique importante pour amateurs de coucher de soleil et de tranquillité. 
Dans la zone de la Playa den Bossa et de sa très longue plage de sable fin située à proximité immédiate de la ville d'Ibiza, s'est développé le tourisme "de la fête" avec des méga-clubs tel le Space, l'Ushuaïa ou le mythique DC10. Un projet pour la construction d'un golf et d'un méga-centre commercial entre la Playa den Bossa et l'aéroport est à l'étude.
Les salines, situées dans le "Parque Natural d'Ibiza y Formentera" sont toujours en exploitation à ce jour (2015). Le sel d'Ibiza est un produit touristique important.

## Patrimoine
L'église paroissiale de Sant Josep de sa Talaia, construite au XVIIe siècle, est l'une de ces églises-forteresses caractéristiques de l'île d'Ibiza. Même si plusieurs artéfacts originaux furent endommagés durant la guerre civile, la chaire de style baroque a survécu et date de 1761. Un programme de restauration est en cours pour réparer les dommages de la guerre. 
Les villages de San Jordi (église du XVIe siècle) et de San Agustin ont également leurs églises-forteresses. L'église d'Es Cubells, bien que d'esthétique similaire, n'a été construite que dans les années 1950 et n'a jamais servi de forteresse.
Sur la commune se trouvent plusieurs sites archéologiques d'époque punique à Ses Paisses de Cala d'Hort et à Sa Caleta. On peut aussi voir une carrière de pierre de la même époque en bord de mer à Atlantis.
En surplomb du site de Ses Paisses, se trouve le musée d'ethnographie du même nom.
La commune accueille plusieurs des 8 tours -encore en état à ce jour, sur un total de 28- qui avaient été construites pour se protéger des pirates au cours des siècles (XIVe-XVIIIe siècles), elles se trouvent à proximité de Cala Conta, Cala d'Hort et Playa den Bossa.

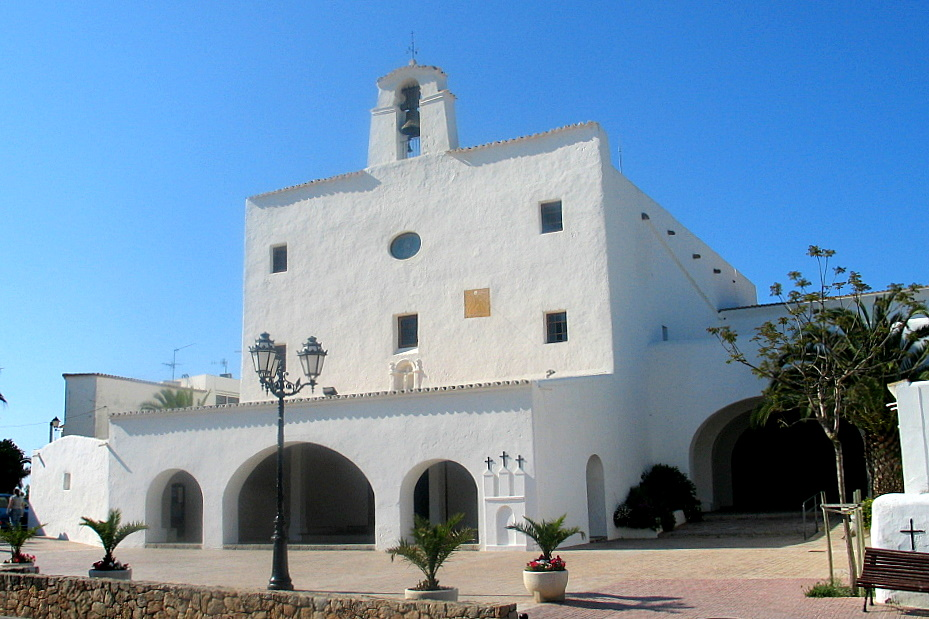
Église de Sant Josep.
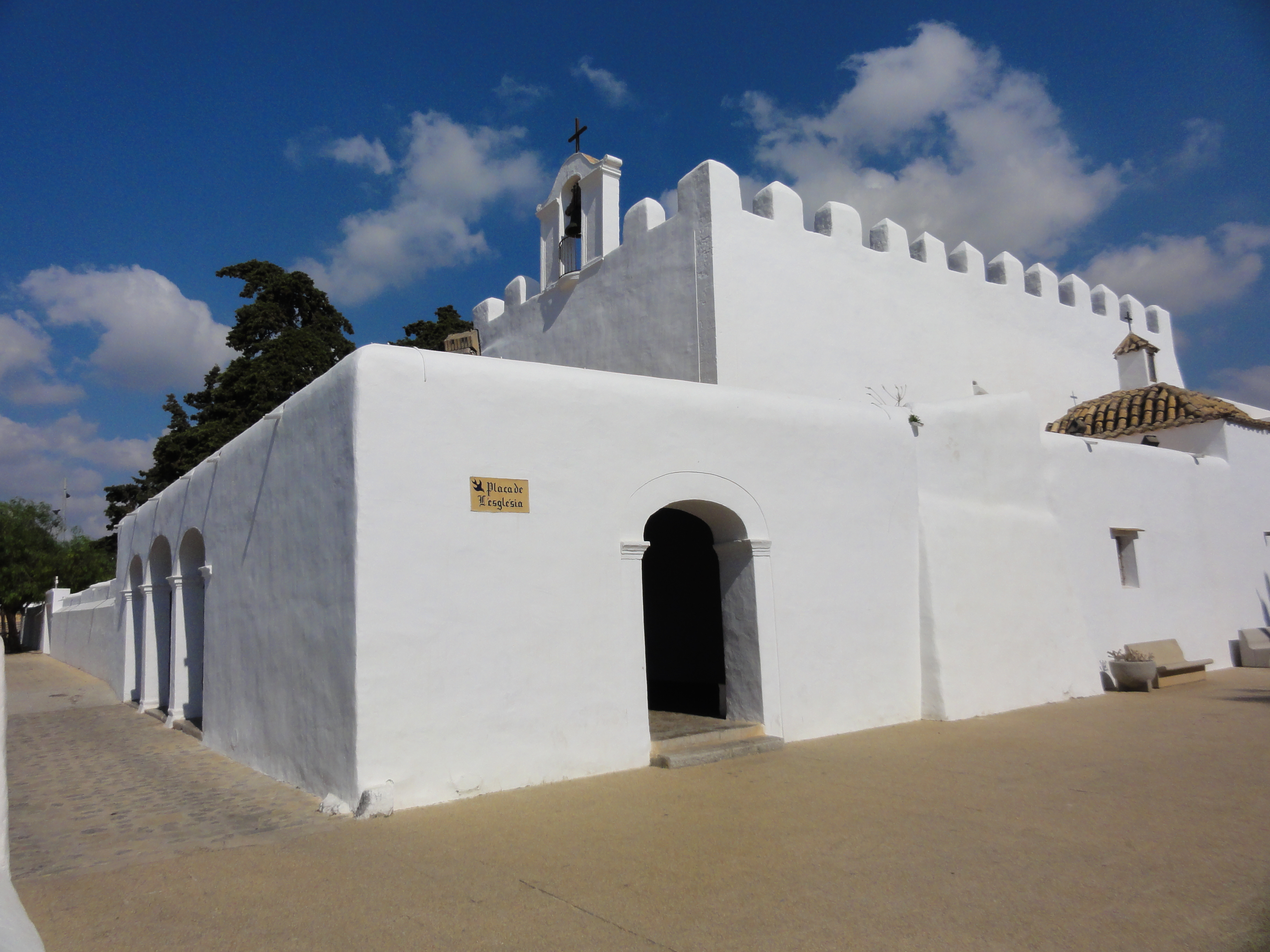
Église de Sant Jordi de ses Salines.
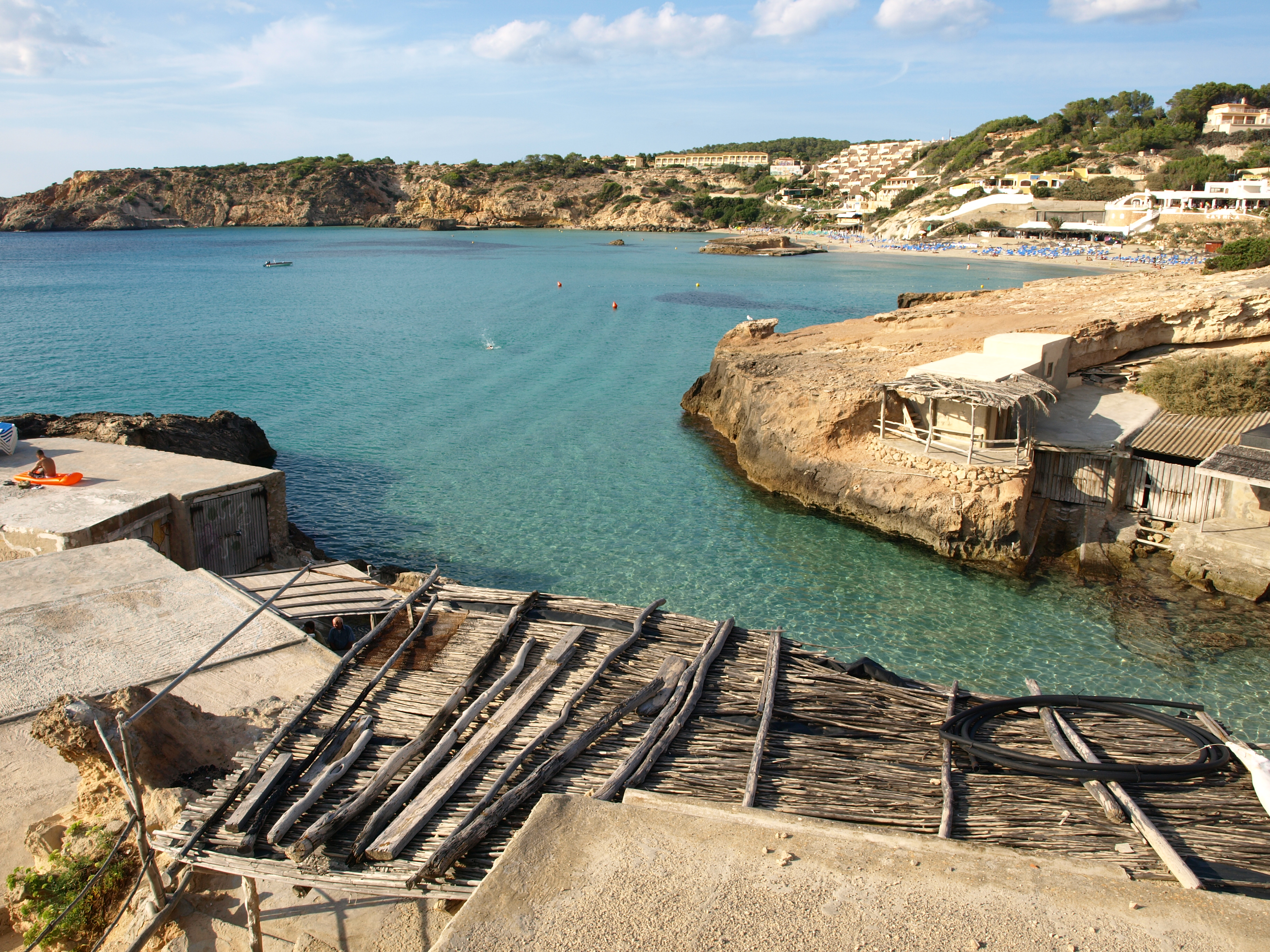
Cala Tarida.
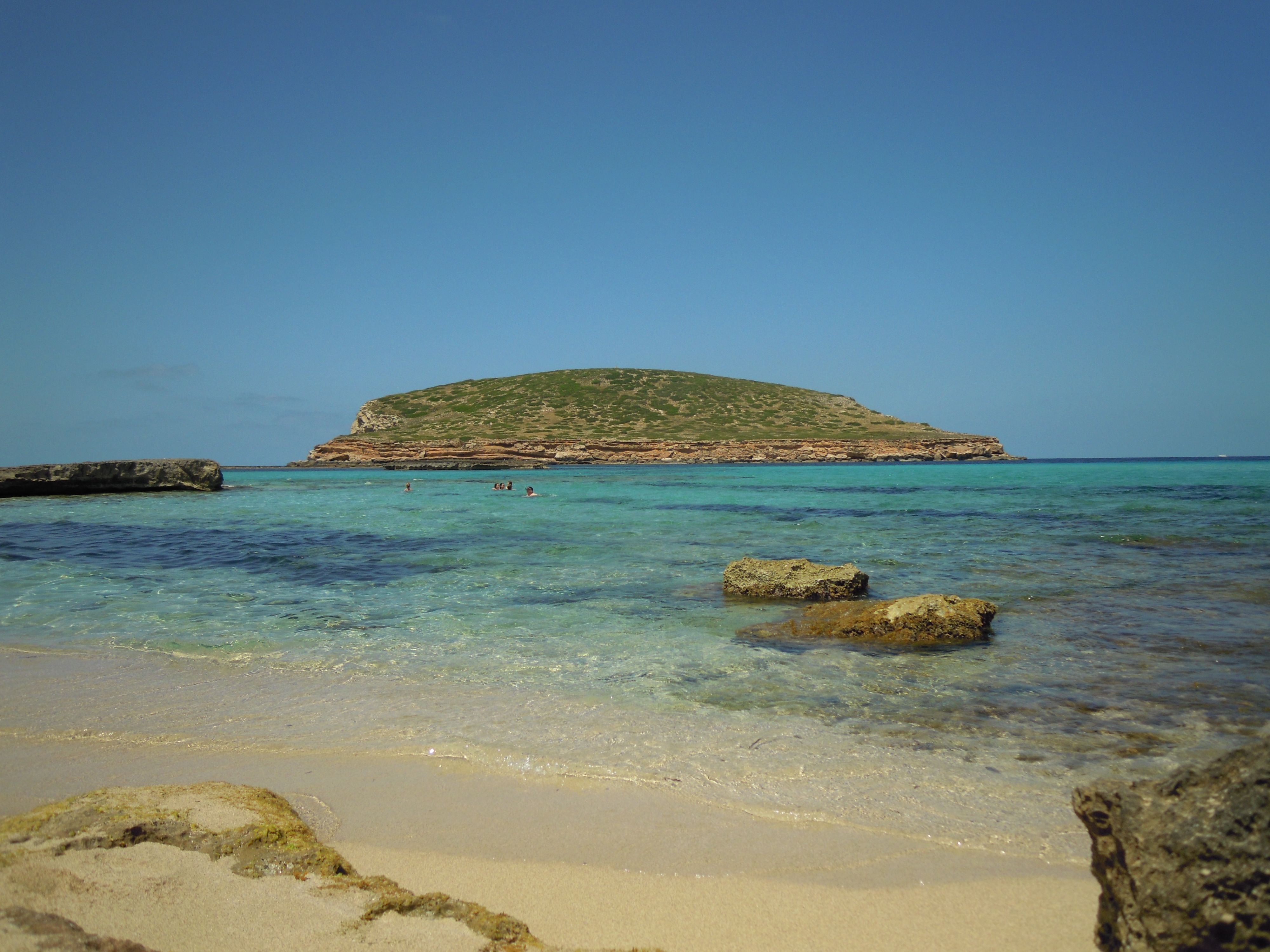
Cala Comte (en) et Illa des Bosc